# 145445 Le Floch
145445 Le Floch è un asteroide della fascia principale. Scoperto nel 2005, presenta un'orbita caratterizzata da un semiasse maggiore pari a 2,9256621 UA e da un'eccentricità di 0,0720389, inclinata di 3,30042° rispetto all'eclittica.